# Distretto di Kiskunmajsa
Il distretto di Kiskunmajsa (in ungherese Kiskunmajsai járás) è un distretto dell'Ungheria, situato nella provincia di Bács-Kiskun.